# Who's That Girl? (chanson d'Eve)
Singles de Eve
Got It All
(2000) Let Me Blow Ya Mind
(2001)
Who's That Girl? est le premier single de l'artiste américaine Eve, issue de son second album, Scorpion (2001).

## Classements
| Classement (2001)                       | Meilleure position |
| --------------------------------------- | ------------------ |
| Allemagne (Media Control AG)            | 21                 |
| Belgique (Flandre Ultratop 50 Singles)  | 42                 |
| Belgique (Wallonie Ultratop 50 Singles) | 15                 |
| Danemark (Tracklisten)                  | 10                 |
| France (SNEP)                           | 17                 |
| Norvège (VG-lista)                      | 14                 |
| Pays-Bas (Single Top 100)               | 21                 |
| Royaume-Uni (UK Singles Chart)          | 6                  |
| Suède (Sverigetopplistan)               | 29                 |
| Suisse (Schweizer Hitparade)            | 1                  |
| États-Unis (Hot 100)                    | 47                 |
| États-Unis (R&B/Hip-Hop Songs)          | 16                 |